# Nenad Petrović
Nenad Petrović, cyr. Ненад Петровић (ur. 30 maja 1925 w Zagrzebiu, zm. 21 marca 2014) – serbski pisarz.
Petrović ukończył szkołę w Belgradzie w 1944 roku, kiedy dołączył się do narodowego ruchu oporu, pod okupacją państw osi.  Służył jako tłumacz dla jugosłowiańskich formacji w wojsku brytyjskim we Włoszech i w Niemczech.  W 1947 roku przyjechał do Anglii jako uchodźca, i w Londynie studiował ekonomię polityczną.  Był członkiem związku Ослобођење (wyzwolenie).